# عتمة وامضة

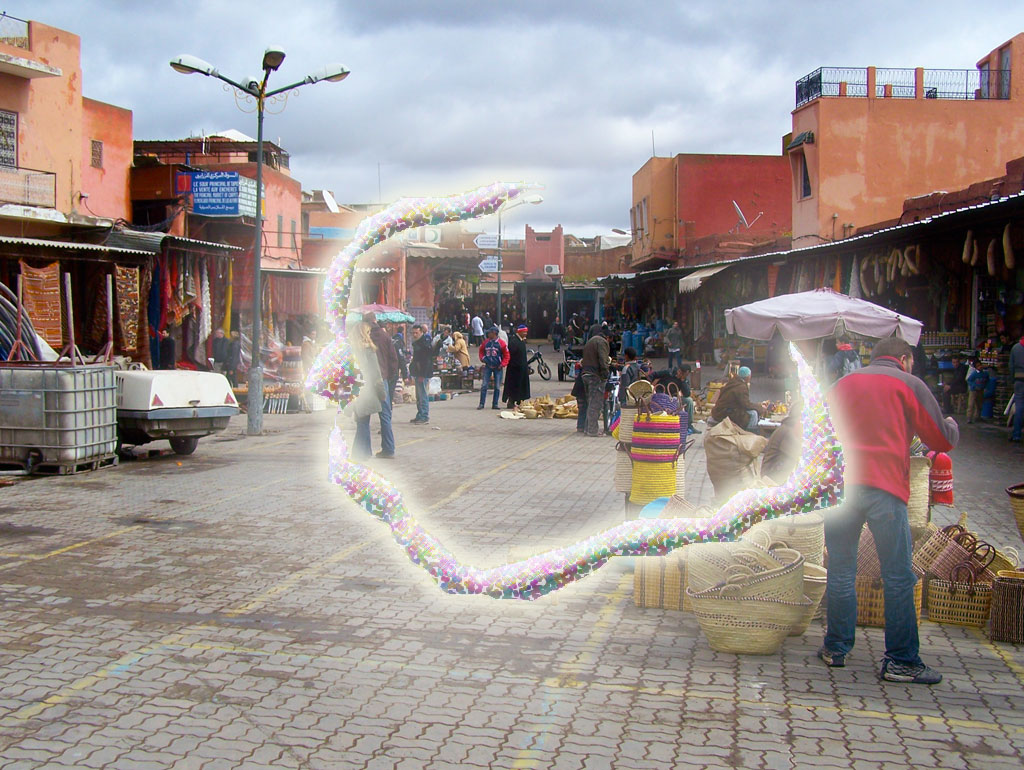
رسم تصويري لفنان عن العتمة الوامضة مع قوس ذي جانبين

العتمة الوامضة أو الشقيقة الإبصارية (بالإنجليزية: Scintillating scotoma)‏ هي أكثر أنواع الأورة شيوعا والتي تسبق الصداع النصفي. وصفها لأول مرة الطبيب هوبرت إيري (1838–1903).
كثيرا ما يحصل اللبس بينها وبين الصداع النصفي العيني والذي ينشأ في العين أو في محجرها.

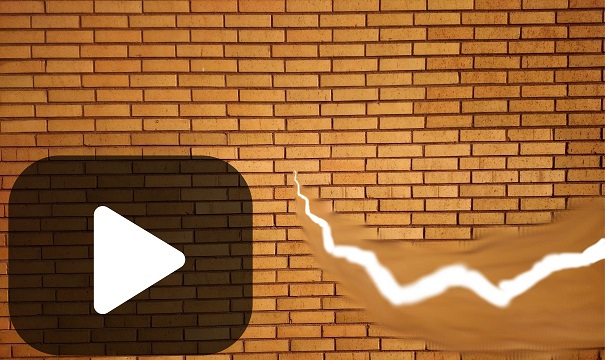